# Melanagromyza setifera
Melanagromyza setifera är en tvåvingeart som beskrevs av Spencer 1963. Melanagromyza setifera ingår i släktet Melanagromyza och familjen minerarflugor. Inga underarter finns listade i Catalogue of Life.